# Албанский жестовый язык
Албанский жестовый язык (Albanian Sign Language, AlbSL; алб. Gjuha e Shenjave Shqipe) — один из жестовых языков Европы, который широко распространён среди глухих, проживающих на территории Албании, и который относительно хорошо изучен по сравнению с большинством жестовых языков. Этот жестовый язык мало похож на другие балканские жестовые языки; единственная общность — жесты, происходящие от традиционной для региона жестикуляции, используемой слышащим населением. В эпоху коммунистов албанский жестовый язык находился под сильным влиянием албанского языка с широким применением дактильной азбуки. После падения коммунизма он подвергся влиянию джестуно и других жестовых языков, в результате чего в албанском жестовом языке присутствует множество заимствованных слов.
О наличии диалектов не известно.